# Plagscan
PlagScan és un programari de detecció de plagi, utilitzat principalment per institucions acadèmiques. El programari va ser llançat en 2009 per Markus Goldbach i Johannes Knabe. Pel 2018, PlagScan servia a més de 1.500.000 usuaris particulars i a més de 1.500 organitzacions a tot el món, entre ells, la Universitat de Zürich, Universitat de Jordània, Universitat Auburn i el Ministeri d'Educació (Àustria).
PlagScan Compara submissions amb documents de la web, editorials i arxius interns. Anualment, PlagScan comprova molts milions de documents per trobar-hi algun tipus de plagi.

## Funcionalitat
PlagScan s'ofereix com a programari de tipus servei (SaaS) i com a solució local (on-premise). Els usuaris poden registrar-se com un usuari particular o com una organització. En registrar-se per primera vegada, els usuaris individuals reben crèdits de prova gratuïts i poden comprar crèdits addicionals per a futures verificacions després de la finalització d'una prova satisfactòria.
Els usuaris d'organitzacions verifiquen l'adreça de l'organització abans d'utilitzar el programari. Es pot sol·licitar un pressupost immediatament en el lloc web. Les organitzacions poden escollir d'una varietat d'opcions i crear múltiples grups i administradors, per exemple, per dividir departaments diferents dins d'una institució.
Després d'escanejar una submissió de verificació de plagi, PlagScan proporciona las usuaris un informe detallat que indica plagi potencial i llistes de fonts compatibles.

## L'Informe de Plagi
- L'informe PlagScan es pot veure en línia amb l'informe interactiu. Per a una visió general completa de les coincidències i fonts, l'informe PlagScan es pot llegir com una llista. Per a connexions lentes, l'informe també està disponible en format text.
- L'informe de plagi de PlagScan està disponible per descarregar en format PDF o Word. Tots dos formats contenen les fonts visualitzades en l'informe del navegador interactiu.
- Els usuaris poden comparar els seus documents amb els anteriors. A més a més, PlagScan compta amb una base de dades interna, la Preventeca de Plagi de PlagScan (PPP): Aquest arxiu col·lectiu és una base de dades de documents enviats a PlagScan per altres institucions.
- El PlagLevel és una estimació de quant contingut dins d'un document és plagiat. Per indicar si un document requereix una recerca en profunditat, PlagScan calcula el percentatge de contingut duplicat.
- La funció de ressaltat s'ofereix en els colors vermell, blau i verd per il·lustrar possibles plagis, parafrasejats i cites.
- Les coincidències ressaltades es llisten amb referència al llibre de comandes. En fer clic en el nombre d'una font en particular, es pot veure la coincidència més llarga amb aquesta font, que després es marcarà en groc.
- La ubicació de les fonts coincidents es pot trobar en la llista de fonts. La categoria indica si la font és una coincidència de la web o d'altres bases de dades. Seguint l'enllaç a la font, les coincidències es poden veure directament en el text font.
- La funció de llista blanca s'ofereix per ignorar certs llocs web o fonts en la comprovació de plagi. Simplement introduint les URLs dels llocs web, URLs+ per a dominis sencers o les frases específiques a excloure, a l'àrea d'administració, no seran considerades en la propera verificació de documents.

## El Mercat Acadèmic
Amb una presència dominant a Alemanya, Àustria i Suïssa, PlagScan serveix a escoles i universitats de tot el món. El programari té com a objectiu ajudar a les institucions acadèmiques a augmentar la consciència dels estudiants cap al plagi i a la integritat acadèmica.

## El Mercat Empresarial
PlagScan també ofereix els seus serveis al mercat comercial i editors. Els usuaris empresarials emplean el programari per millorar els rànquings SEU o assegurar l'ús apropiat de material protegit. El seu objectiu principal és garantir un contingut únic i la seva protecció. Els clients comercials més comuns són editors, periodistes, agències de publicitat i bufets d'advocats.

## Privadesa i Seguretat de Dades
PlagScan segueix al Reglament General de Protecció de Dades (RGDP o també coneguda com a GDPR) particularment seguint la normativa Bundesdatenschutzgesetz (BDSG), sobre seguretat de dades i controls de copyright. Cada usuari té una varietat d'opcions pel que fa a les seves dades i configuracions de submissió, per exemple, per poder mantenir, eliminar o incloure submissions en un fitxer intern. D'acord amb les lleis europees de seguretat de dades i privadesa.

## Tecnologia
L'algorisme de dos passos de PlagScan va ser desenvolupat el 2008 i compara els enviaments amb milions de fonts web i arxius interns en els que els usuaris poden participar opcionalment. El programari reconeix el plagi tan aviat com almenys tres paraules consecutives coincideixen amb una font diferent.
PlagScan va crear una eina d'indexació basada en el Solr d'Apache i utilitza l'índex de cerca de Microsoft Bing per a documents de la web.
El programari pot ser integrat a Sistemes de Gestió d'aprenentatge com Moodle, Tela, Schoology, etc.. a través d'una integració API i LTI.